# MU90 (魚雷)
MU90 Impact（インパクト）は、 フランス とイタリアで共同開発された、水上艦船や航空機搭載用の対潜水艦誘導魚雷。

## 概要

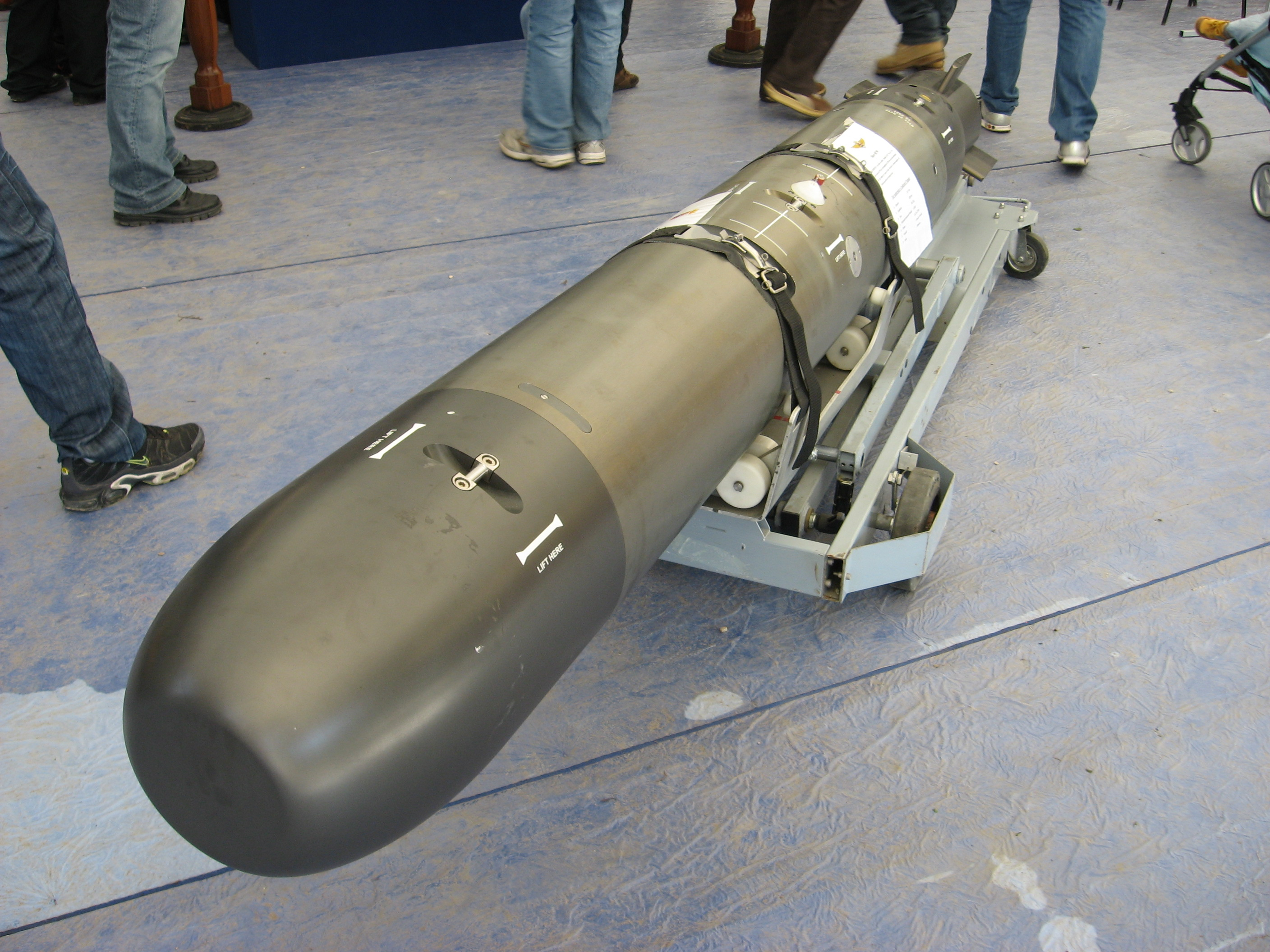
前から見たMU90

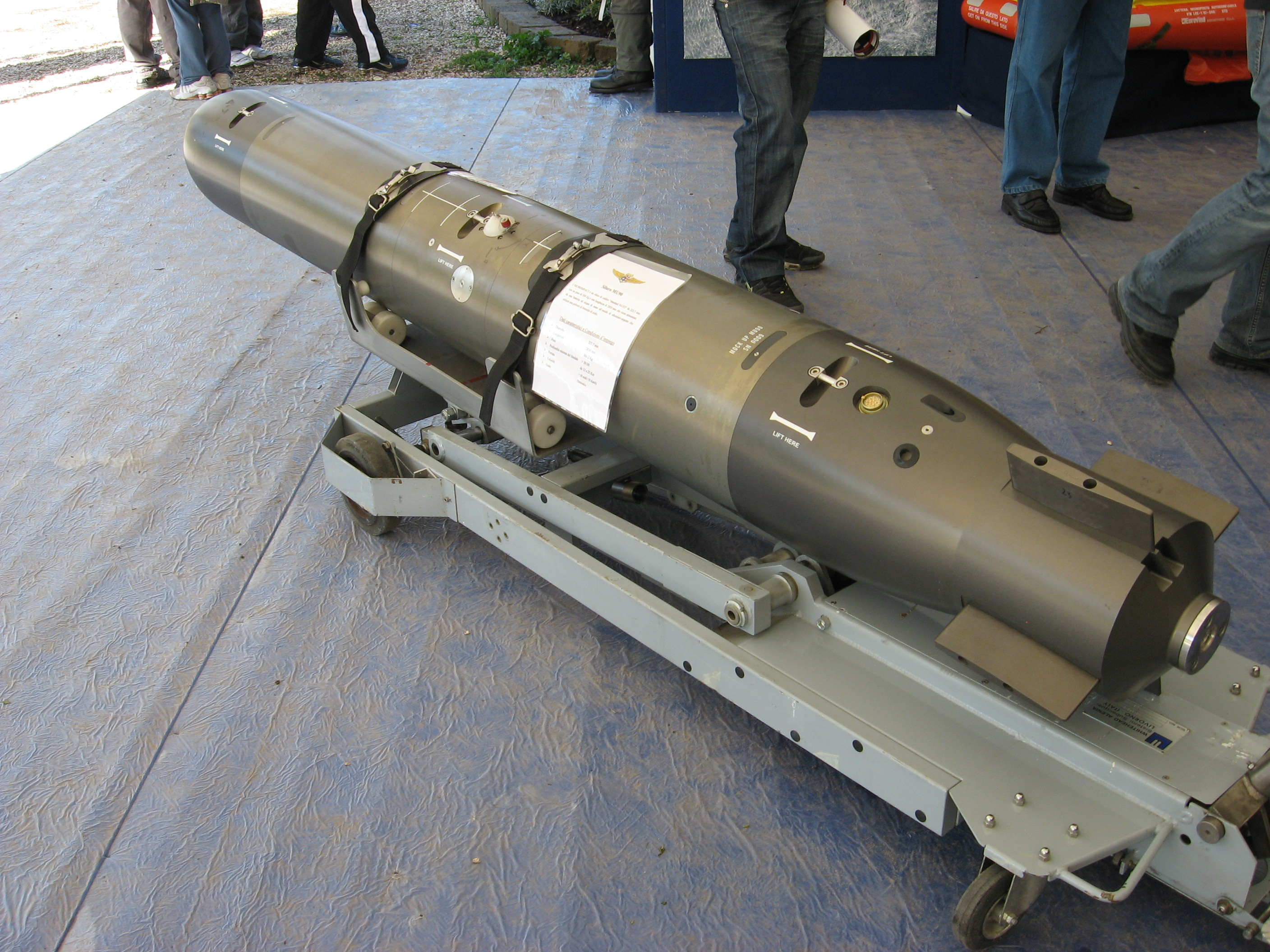
後ろから見たMU90

フランスとイタリアで1980年代に別々に進められていた対潜魚雷開発を統合して開発された。フランスではトムソンSintraので1989年に"Murène"が始まり、イタリアではA244を置き換える為のA290として知られる計画が始まった。1990年に合流して1993年にEuroTorpの設立と共に作業は完了した。
生産は、アレニア（イタリア）、Sistemi Subacquei （イタリア）、ナバル・グループ （フランス）、タレス・グループ （フランス）などの合弁企業EuroTorp社で行われている。
対潜戦においてアメリカ製のMk46では能力が不足しており、同様に対魚雷防御の為にMU90 ハードキルも設計された。 近代的な仕様のMk46魚雷、具体的にはMk50やMk54に対してどの程度の性能であるかは明確ではない。
MU90はその多くの機能の中で着底した小型潜水艦や無響塗装や様々な囮を含む現在、または感知された脅威に対して対抗する能力がある。
同様に400ノット以上の発射速度が可能で高速飛行中の哨戒機から投下したりロケット式発射装置から投射できる。電気式ポンプジェットにより潜水艦に位置を悟られず静かに進み、または50 km/h以上の速度でダッシュする。 従来の弾頭では浅瀬においては効果が減少したが、成型炸薬弾頭により、ソビエトの二重耐圧殻を含むいかなる既知の潜水艦の船体も貫通する。
日本の97式短魚雷やアメリカのMk50 バラクーダと同様に、深々度・高速力・潜水艦の複殻式耐圧船殻に対応できるようにポンプジェット推進及び成形炸薬弾頭を採用している。
水上艦船のMk 32 短魚雷発射管、Bergamini級のミラス対潜ミサイルの弾頭、NFH90やAW101などの哨戒ヘリコプター、アトランティック対潜哨戒機などで運用されている。

## 要目
- 全長：2.85 m
- 胴体直径：32.37 cm
- 重量：304 kg
- 航続距離：10(50 kt)-25 km(29 kt)
- 動力装置 : 酸化銀アルミ電池・電動機
- 推進器：ポンプジェット推進
- 速度：29-50 kt
- 最小深度 25 m
- 最大深度：1,000 m
- 弾頭重量： 32.7 kg
- 弾頭：成形炸薬弾